# Santiuste
Santiuste község Spanyolországban, Guadalajara tartományban. Santiuste Sigüenza, Huérmeces del Cerro, Viana de Jadraque, Rebollosa de Jadraque és Riofrío del Llano községekkel határos. Lakosainak száma 16 fő (2024).

## Népesség
A település népessége az utóbbi években az alábbiak szerint változott:
| Lakosok száma | 23   | 24   | 27   | 21   | 22   | 20   | 20   | 14   | 15   | 16   |
|               | 2001 | 2004 | 2006 | 2009 | 2011 | 2014 | 2016 | 2019 | 2021 | 2024 |